# Красных, Иван Фёдорович
Иван Фёдорович Красных (25 сентября [8 октября] 1901, Старобельск, Харьковская губерния — 15 июня 1992, Москва) — советский учёный-металлург, организатор производства. Строитель и второй директор Челябинского ферросплавного завода, директор Института ферросплавов ЦНИИчермет имени И. П. Бардина.

## Биография
Иван Красных родился 25 сентября 1901 года в г. Старобельск Екатеринославской губернии. Учился в Московской горной академии, в 1927 году был членом Совета академии от студентов. После разделения МГА на шесть самостоятельных вузов окончил Московский институт стали в 1930 году, получив квалификацию инженера-металлурга.
По окончании обучения Красных стал ведущим специалистом в группе проектантов ферросплавных заводов в Запорожье и Челябинске. Руководил освоением марочного состава ферросплавов и жаропрочных сплавов, внедрением новых технологических процессов. Вёл изыскательские работы на строительной площадке Челябинского ферросплавного завода, участвовал в разработке его проекта (1927—1929). На заводе «Пороги» осваивал выплавку ферросилиция, составил программы (техминимум) по обучению и проводил занятия среди плавильщиков, бригадиров, мастеров.
В 1932—1933 и 1937—1938 годах — директор Челябинского ферросплавного завода. В 1938 году был арестован по ложному обвинению, в 1939 году его освободили за невиновностью и полностью оправдали.
С 1940 года — на научной работе, в 1940—1942 годах работал в Научно-исследовательском институте качественных сталей и сплавов и ферросплавов (НИИКСиФ), на базе которого был организован НИИчермет им. Бардина. Во время войны в связи с нехваткой квалифицированных специалистов вернулся на производство: в 1942—1944 годах — директор Ключевского завода ферросплавов; в 1944 году — директор проектируемого Беговатского завода ферросплавов в Узбекской ССР, предпроектные разработки показали нецелесообразность строительства завода, завод не был построен.
С 1944 и до ухода на пенсию в 1984 году работал в ЦНИИчермете: заместитель директора, директор экспериментального завода, директор института ферросплавов, руководитель лаборатории. Возглавлял учебный мини-завод ферросплавов Московского института стали и сплавов (МИСИС).
С 1984 года — персональный пенсионер республиканского значения.
Скончался 15 июня 1992 года в Москве.

## Научная и производственная деятельность
Участвовал в проектировании строительства и реконструкции ферросплавных заводов в СССР и за рубежом. После войны руководил выполнением ответственных задач, связанных с перестройкой науки и производства на выпуск мирной продукции, решал задачи восстановления и развития производства ферросплавов на Украине и в Грузии. Внес заметный вклад в усовершенствование технологии выплавки ванадия на Чусовском заводе, в становление ферросплавной металлургии Китая.
Член редколлегии и редактор раздела «Ферросплавы» в журнале «Сталь». Создатель программ обучения плавильщиков и ИТР ферросплавного производства. Автор 10 изобретений и 40 печатных работ.

## Признание
Лауреат Сталинской премии (1952) за усовершенствование технологии выплавки ванадия на Чусовском заводе. Награждён орденом «Знак Почёта» (1943), медалями.